# Juanes

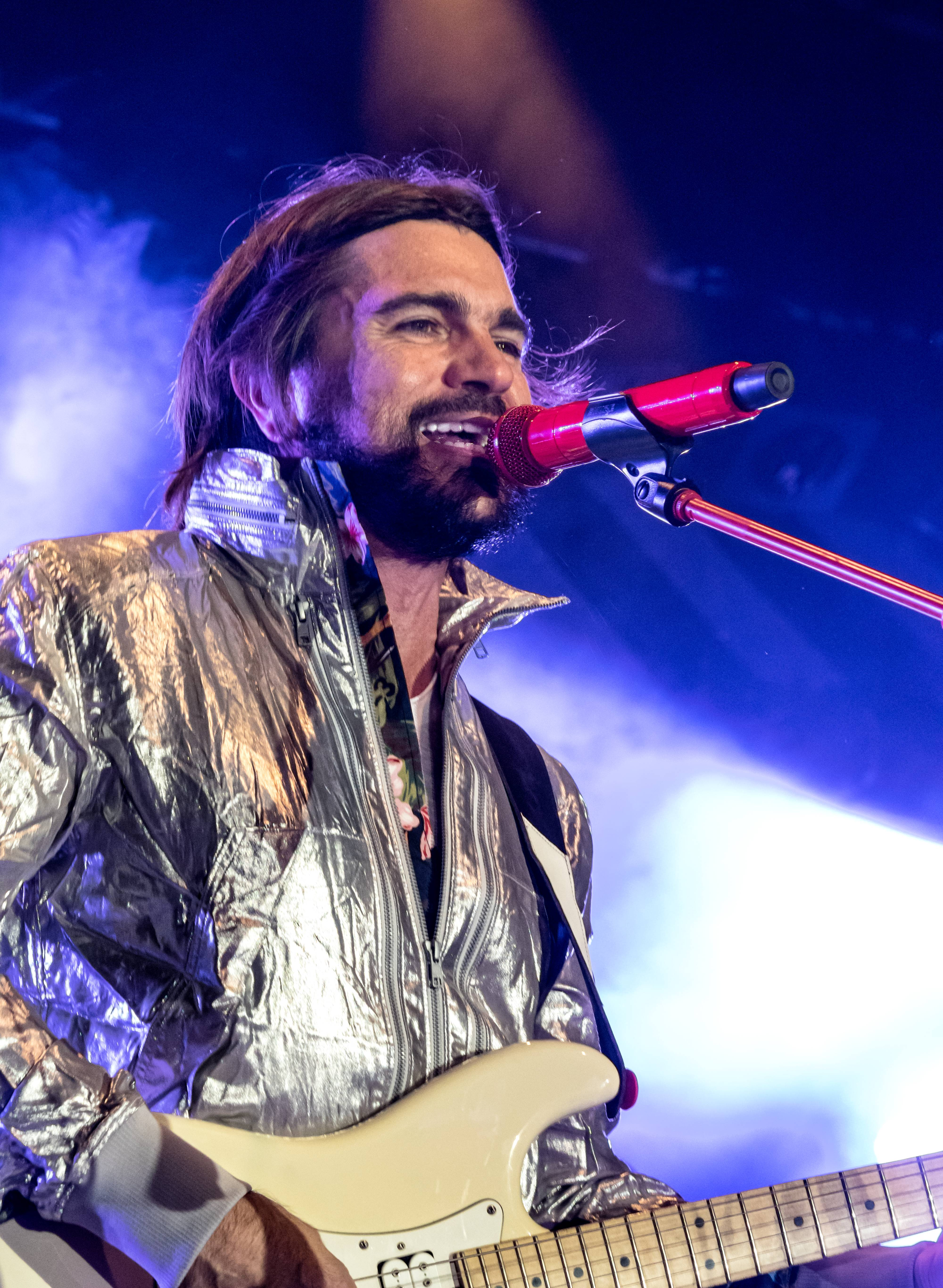
Juanes. Zelt-Musik-Festival 2015 Freiburg, Německo

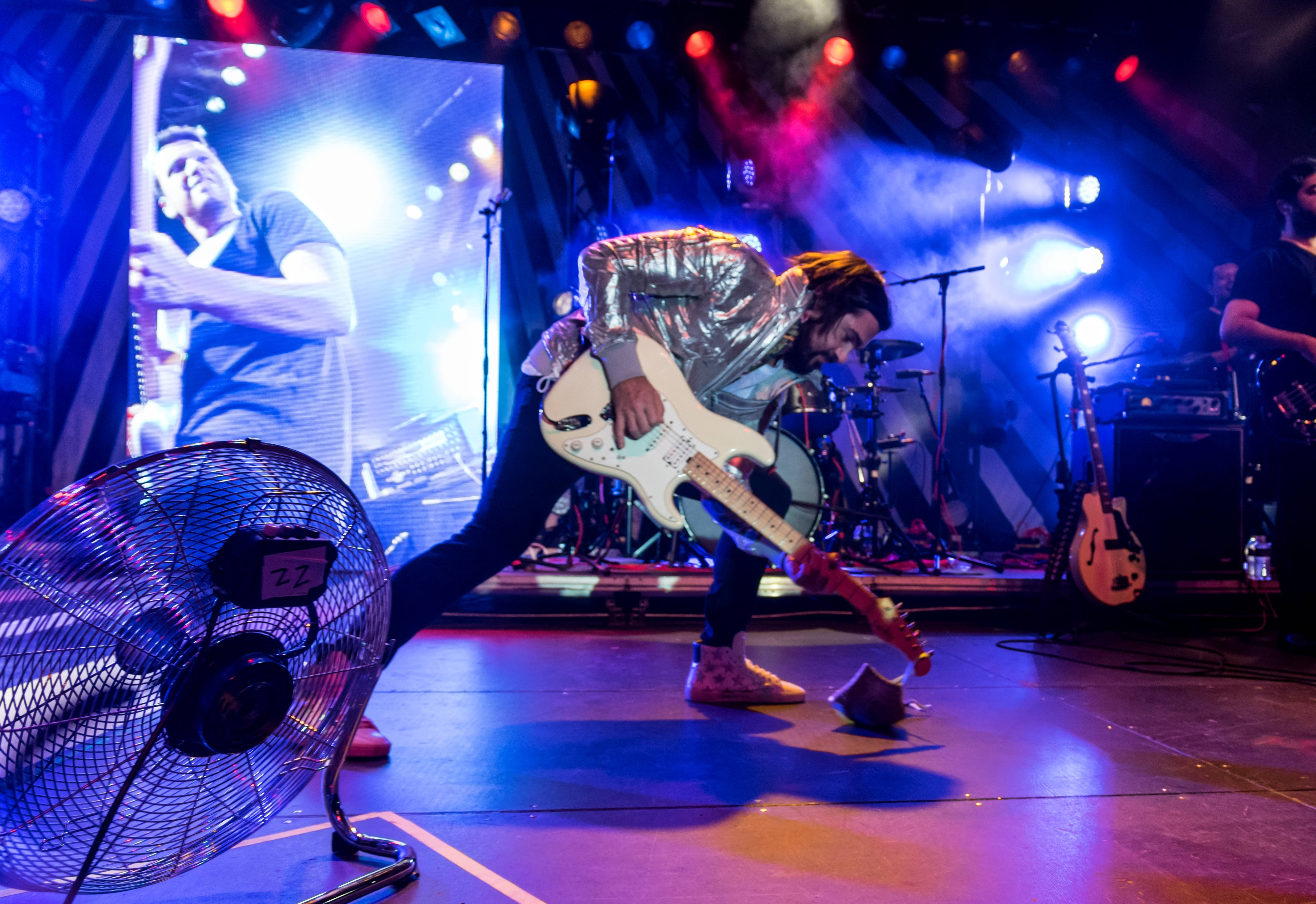
Juanes. Zelt-Musik-Festival 2015 Freiburg, Německo

Juan Esteban Aristizábal Vásquez (* 9. srpna 1972, Medellín), známý jako Juanes, je rockový zpěvák a držitel ceny Latin Grammy. Během osmdesátých a devadesátých let byl členem heavy-metalové skupiny Ekhymosis, ale od skupiny odešel v roce 1998, aby mohl rozjet sólovou kariéru. Jeho debutové album Fíjate Bien mělo komerční úspěch a získalo tři ceny Latin Grammy.
Jeho druhé album Un Día Normal získalo ve většině španělsky mluvících zemích platinovou desku. Prvním singlem byl „A dios Le Pido“ se dostal na první místa hitparád ve dvanácti zemích.
Mi Sangre, jeho třetí album bylo úspěšné, Juanes ho propagoval na turné, na kterém odehrál více než 200 koncertů. Třetí singl z toho alba „La Camisa Negra“ se stal kontroverzním poté, co byl využit k propagaci italského neofašismu.
Juanes je jedním z nejprodávanějších kolumbijských umělců, prodal přes deset milionů alb. Je také známý svojí humanitární činností, zvláště pomocí kolumbijským obětem.

## Biografie

### Dětství
Juanes se narodil jako Juan Esteban Aristizábal Vásquez v městě Medellín v Kolumbii. Je nejmladším potomkem Alicie Vasquéz a Javiera Aristizábala.
Jeho otec mu říkal Juanes, což je zkratka jeho prvních dvou jmen „Juan Estéban“ a tuto přezdívku nyní využívá i ve své profesi. V sedmi letech se od svého otce a svých starších bratrů naučil hrál na akustickou kytaru a hrál tradiční latinské styly jako bolero, tango, cumbia, vallenato a guasca. V dětství ztratil několik blízkých lidí. Jeho bratranec byl unesen a po zaplacení výkupného popraven, jeho blízký přítel byl zastřelen a jeho otec zemřel na rakovinu. Když byl Juanes v teenagerovských letech, začal hrát hudbu, která zněla spíše heavy-metalově a byla ovlivněna především skupinou Metallica.

### 1988–2001: Počátky kariéry
V roce 1988 začal hrát ve skupině Ekhymosis a vydali stejnojmenné album, které si sami produkovali. Během své kariéry vydala skupina pět studiových alb a spolupracovali například s jmény jako Alejandro Sanz, Aterciopelados a Ricky Martin. Podle slov Juanese kapela však nepronikla do zahraničí a zůstala omezena na kolumbijský trh. Juanes ze skupiny odešel v roce 1998, aby mohl zahájit sólovou kariéru.
V roce 2000 vydal Juanes debut Fíjate Bien (Dobře se podívej), produkovaný Gustavem Santaolallem. Album bylo však úspěšné jen v Kolumbii. Za toto album získal tři ceny Latin Grammy – za objev roku, nejlepší rockové sólové album a nejlepší rockovou píseň. Na tomto ceremoniálu Juanes také vystupoval. Ještě ve stejnou noc zašel do studia svého producenta se čtyřiceti novými písněmi, a tak byl připraven nahrát nové album.

### 2002–současnost
Následující Un Día Normal (Normální Den) bylo produkováno též Santaolallou, bylo vydáno v roce 2002 a v celé Latinské Americe bylo velmi úspěšné. Během prvního dne prodeje získalo v Kolumbii zlatou desku a dále platinovou a multiplatinovou desku v Kolumbii, Mexiku a Španělsku. Albu se podařilo udržet 92 týdnů v hitparádě „Billboard Latino Album Chart“. Album bylo vydáno těsně před uzavřením nominací na latinské Grammy, a tak vyhrálo 3 tyto ceny. Pilotní singl „A Dios Le Pido“ (Prosím boha) vyhrál cenu za nejlepší rockovou píseň. „A Dios le Pido“ bylo na vrcholu žebříčků ve dvanácti zemích a v hitparádě „Billboard Hot Latin Tracks“ zůstalo 47 týdnů.
Na tomto albu byl duet s Nelly Furtado „Fotografía“ („Fotografie“) o odloučení milenců. Později spolupracovali na remixu Nellyiny písně „Powerless“ (Say What You Want), úvodního singlu z jejího alba „Folklore“ a také na duetu „Te Busqué“ („Hledal jsem tě“), což je singl z jejího třetího alba Loose.
Juanes vyhrál na cenách Latin Grammy všech pět cen, na které byl nominován a také se stal absolutním vítězem. Byly to ceny například za píseň roku, nahrávku roku a album roku.
V září 2004 bylo vydáno album „Mi Sangre“ (Má Krev) a debutovalo na první příčce hitparády “Billboard Top Latin Albums“. Z tohoto alba vzešly tři úspěšné hity a zajistilo Juanesovi několik dalších cen Latin Grammy.
Třetí singl „La Camisa Negra“ („Černá košile“) byl v Itálii využit na podporu neofašismu, protože černá košile byla část uniformy za vlády Benita Mussoliniho. Z některých stran se proto ozývaly návrhy tuto píseň bojkotovat.
Juanes později prohlásil, že „La Camisa Negra“ s fašismem či Mussolinim nemá co dělat. „Myslím, že lidé si muziku mohou vyložit mnoha způsoby.“
V Dominikánské republice byla tato píseň zakázána kvůli sexuálnímu podtextu.
Na cenách Latin Grammy 2005 získal Juanes tři ceny. A to za nejlepší rockovou píseň (Nada Valgo Sin Tu Amor – Bez tvé lásky nic neznamenám), za nejlepší rockové sólové album a nejlepší video (Volverte A Ver – Znovu tě vidět).
V červnu 2006 se rozhodl vzít si roční volno, aby mohl být se svou manželkou, modelkou Karen Martinéz a se svými dcerami Lunou a Palomou. V říjnu 2007 vydal album La vida... es un ratico. Když byl tázán na téma nahrávání album v angličtině odpověděl: „Je velmi důležité zpívat ve španělštině, protože je to jazyk, ve kterém myslím a cítím. Respektuji lidi, kteří zpívají v angličtině, ale já si zatím nechám svou španělštinu.“
Juanes také chystá v říjnu založit svoji vlastní nahrávací společnost, která se bude jmenovat 4J.

## Další aktivity
Během své kariéry prosazoval Juanes mír a prohlásil: „Velmi se kvůli mé zemi trápím… Je to morální podpora a snažím se říct, že to jsou vaši lidé, mladí lidé, lidé s rodinami a čtyři nebo pět z nich denně zemře“.
V roce 2005 byl jmenován časopisem Time jedním ze sta nejvlivnějších lidí.
Juanes podporoval tehdejšího kolumbijského prezidenta Alvara Uribeho. Dne 15. listopadu 2005 byl oceněn za svou práci dobrovolného ambasadora u „United for Columbia“, což je nezisková organizace, která upozorňuje na nebezpečí min v zemi.
Dne 19. dubna vystoupil před evropským parlamentem v rámci kampaně za zvýšení pozornosti proti používání pozemních min po světě. Byl prvním zpěvákem, který zde vystoupil. Parlament dal symbolický dar 2,5 milionu eur na odstranění min a na podporu jejich obětí.
Na počest jeho hudby a práce dostal od mírového aktivisty Césara Lopéze „escopetarru“ (vyřazenou zbraň AK-47 změněnou v kytaru), kterou později prodal za 17 000 dolarů v Beverly Hills. Juanes pořádal 24. května 2006 benefiční koncert společně s KLVE a Univision, který vydělal 350 000 dolarů. Tento koncert se pořádal na podporu zraněných a postižených dětí.
Dne 19. července 2006 dostal Juanes ocenění od francouzského ministra kultury Renauda Donnedieho L'Ordre des Arts et des Lettres za své sociální aktivity. V prosinci 2006 začaly práce na rekreačním parku „Parque Juanes de la Paz“ v Medellínu. Má 68 000 metrů čtverečních a bude stát 10,6 miliard kolumbijských peset a částečně ho zaplatí vláda Medellínu.

## Diskografie

### Fíjate Bien (2000)
1. Ahí le Va
2. Para Ser Eterno
3. Volcán
4. Podemos Hacernos Daño
5. Destino
6. Nada
7. Fíjate Bien
8. Vulnerable
9. Soñador
10. Ficción
11. Para Qué
12. Me da Igual

### Un Día Normal (2002)
1. A Dios le Pido
2. Es Por Tí
3. Un Día Normal
4. La Paga
5. La Única
6. Luna
7. Día Lejano
8. Mala Gente
9. Fotografía
10. Desde Que Despierto
11. La Historia de Juan
12. La Noche

### Mi Sangre (2004)
1. Ámame
2. Para Tu Amor
3. Sueños
4. La Camisa Negra
5. Nada Valgo Sin Tu Amor
6. No Siento Penas
7. Dámelo
8. Lo Que Me Gusta a Mí
9. Rosario Tijeras
10. ¿Qué Pasa?
11. Volverte a Ver
12. Tu Guardián

### La vida... es un ratico (2007)
1. No creo en el jamás
2. Clase de amor
3. Me enamora
4. Hoy me voy
5. La vida... es un ratico
6. Gotas de agua dulce
7. La mejor parte de mí
8. Minas piedras
9. Tú y yo
10. Báilala
11. Difícil
12. Tres
13. Bandera de manos

## Singly
1. Fijate Bien
2. Podemos Hacernos Daño
3. Nada#18
4. A Dios Le Pido#2
5. Es Por Ti#4
6. Mala Gente#12
7. Fotografia#1
8. La Paga#5
9. Un Día Normal#44
10. Nada Valgo Sin Tu Amor#1
11. Volverte A Ver#1
12. La Camisa Negra#1
13. Para Tu Amor#10
14. Lo Que Me Gusta A Mi#7